# Tramlijn Hijkersmilde - Meppel
De tramlijn Hijkersmilde - Meppel was een tramlijn in Drenthe tussen Hijkersmilde en Meppel. 

## Geschiedenis
De lijn werd geopend door de Nederlandsche Tramweg Maatschappij (NTM) op 3 juli 1916 als laatste van de NTM-lijnen en werd als eerste weer gesloten op 16 februari 1933.